# Polonia w Danii
Polonia w Danii – Polacy oraz Duńczycy pochodzenia polskiego mieszkający w Danii. Głównymi ośrodkami Polonii duńskiej są Kopenhaga i Nykøbing Falster.

## Historia
Pierwsza większa fala Polaków napłynęła do Danii pod koniec XIX i na początku XX wieku (do ok. 1929). Była to emigracja o charakterze zarobkowym, obejmująca głównie młode kobiety, związana z zapotrzebowaniem Danii na robotników rolnych. Wyjazdy te miały na ogół charakter sezonowy i nie spowodowały powstania polskiej diaspory w Danii. Istniejące od 1893 r. skupiska polskie liczyły w okresie międzywojennym ok. 15 tys. osób (dane z 1929 r.). Przybywający do Danii pracownicy (ok. 2 tys. rocznie) otrzymywali zezwolenie na stałe osiedlenie na wyspach: Zelandia, Lolland, Falster i południowa Jutlandia. Istniała tam wówczas tylko jedna polska organizacja, tj. Związek Narodowy Robotników Polskich w Danii oraz dwie szkoły polskie prowadzone przez zakonnice. Jedynym polskim czasopismem był tygodnik Polak w Danii, który został zamknięty w 1919 r. Podtrzymywaniem polskości zajmowali się duchowni katoliccy, przeważnie pochodzenia holenderskiego, którzy w tym celu uczyli się języka polskiego. Pojawiła się ona w wyniku emigracji Polaków bezpośrednio po II wojnie światowej oraz po wydarzeniach z 1968, ta fala obejmowała ludność pochodzenia żydowskiego lub podejrzewaną przez władze PRL o takie pochodzenie. Czwarta fala emigrantów osiadła w Danii na początku lat 80. XX wieku.

## Kultura
Polonia duńska posiadała i posiada szereg form organizacyjnych. W 1914 powstała pierwsza polska organizacja w Danii – Katolicki Związek Robotników Polskich. W 1925 powstał Związek Robotników Polskich, przekształcony w 1933 w Związek Polaków w Danii, działający do dziś. Posiada on organizacje satelickie – harcerskie, młodzieżowe, kobiece i inne.

## Prasa i media
W Danii ukazują się w języku polskim „Polak w Danii” (od 1950) oraz „Głos Polaka” (od 1970).
W Danii funkcjonują dwa serwisy internetowe dla Polonii – Polonia.dk oraz Skandynawiainfo.pl (najważniejsze informacje z Danii po polsku).

## Kościoły i związki wyznaniowe
Dla Polonii, wiernych kościoła rzymskokatolickiego odbywają się msze w języku polskim. W języku polskim odbywają się również spotkania religijne innych wyznań (m.in. Świadków Jehowy)